# 粗信仁
粗 信仁（ほぼ のぶひと、1950年（昭和35年）8月9日 - ）は、日本の外交官、農林官僚、国際協力機構（JICA）職員。スリランカ兼モルディブ駐箚特命全権大使。2025年、瑞宝中綬章受章。

## 経歴
北海道出身。1975年（昭和50年）北海道大学農学部林学科を卒業して、林野庁に入庁する。外務省経済協力局政策課長等を歴任。
- 2001年（平成13年）　外務省大臣官房参事官（国会担当）[3]。
- 2003年（平成15年）　JICA総務部長[3]。
- 2007年（平成19年）　在シドニー総領事[3]。
- 2010年（平成22年）　JICA理事[3]。
- 2011年（平成23年）　スリランカ兼モルディブ駐箚特命全権大使[4]
- 2015年（平成27年）　政策研究大学院大学政策研究院次長・特任教授[5]。